# Anelaphus hispaniolae
Anelaphus hispaniolae là một loài bọ cánh cứng trong họ Cerambycidae.